# Bettina Hitzer
Bettina Hitzer (* 1971) ist eine deutsche Historikerin. Sie ist Professorin für Geschichte der Medizin an der Otto-von-Guericke-Universität Magdeburg und leitet dort den Bereich „Geschichte, Ethik und Theorie der Medizin“ sowie das dortige Klinische Ethikkomitee. Zudem ist sie assoziiert am Max-Planck-Institut für Bildungsforschung (Berlin) sowie am Hannah-Arendt-Instituts für Totalitarismusforschung.

## Leben
Bettina Hitzer absolvierte von 1990 bis 1999 ein Studium der Fächer Geschichte, Romanistik, Germanistik sowie Erziehungs- und Theaterwissenschaft an der Freien Universität Berlin und der Université Paris 1 Panthéon-Sorbonne, das sie in Berlin mit dem Ersten Staatsexamen abschloss. Anschließend nahm sie eine Tätigkeit als wissenschaftliche Mitarbeiterin an der Universität Bielefeld auf, wo ihre von Ute Frevert betreute Promotion 2004 von der Fakultät für Geschichtswissenschaft angenommen wurde. Von 2007 bis 2020 arbeitete sie am Max-Planck-Institut für Bildungsforschung in Berlin, zunächst als wissenschaftliche Mitarbeiterin und ab 2014 als Leiterin einer Minerva-Forschungsgruppe. Währenddessen wurde ihr 2017 nach Abschluss des Habilitationsverfahrens die Venia Legendi für das Fach Neuere und Neueste Geschichte durch den Fachbereich Geschichts- und Kulturwissenschaften der FU Berlin erteilt. Anschließend lehrte sie als Privatdozentin am dortigen Friedrich-Meinecke-Institut und vertrat gleichenorts im Sommersemester 2018 die Professur für Vergleichs- und Verflechtungsgeschichte. 2021–2022 war sie im Rahmen eines Heisenberg-Stipendiums am Hannah-Arendt-Instituts für Totalitarismusforschung in Dresden tätig.
Am 1. Oktober 2023 wurde Bettina Hitzer auf die neu geschaffene W3-Professur für Geschichte der Medizin an der Otto-von-Guericke-Universität Magdeburg berufen. Damit übernahm sie gleichzeitig als Nachfolgerin von Eva Brinkschulte auch die Leitung des Fachbereichs Geschichte, Ethik und Theorie der Medizin.
Hitzer ist Mutter von drei Kindern (Stand 2016).

## Forschungstätigkeit
Bettina Hitzer beschäftigt sich in ihren Forschungen mit der Sozial-, Kultur- und Politikgeschichte des 19. und 20. Jahrhunderts, speziell der Migrations- und Emotionsgeschichte, der Wissenschafts- und Medizingeschichte sowie der Kindheitsgeschichte.
Ihre Dissertation Im Netz der Liebe widmet sich der Migration in die aufstrebende Großstadt Berlin von der zweiten Hälfte des 19. Jahrhunderts bis zum Ausbruch des Ersten Weltkriegs.
In ihrer Habilitationsschrift Krebs fühlen untersucht sie die Entwicklung von Gefühlsregimen im Kontext der Tumorerkrankung Krebs während des 20. Jahrhunderts. Das Werk wurde 2020 in gekürzter Fassung bei Klett-Cotta verlegt und im selben Jahr mit dem Preis der Leipziger Buchmesse in der Kategorie Sachbuch und Essayistik ausgezeichnet.
Ihr aktuelles Forschungsprojekt beschäftigt sich mit der Geschichte der Adoption von Kindern in der DDR und der Bundesrepublik bis in die Transformationszeit der 1990er-Jahre.

## Auszeichnungen
- 2016: Walter-de Gruyter-Preis der Berlin-Brandenburgischen Akademie der Wissenschaften für „herausragende wissenschaftliche Leistungen im Bereich der Geisteswissenschaften“[7]
- 2020: Preis der Leipziger Buchmesse (Kategorie: Sachbuch und Essayistik) für Krebs fühlen. Eine Emotionsgeschichte des 20. Jahrhunderts[11]

## Schriften
Als Autorin
- Schlüssel zweier Welten. Politisches Lied und Gedicht von Arbeitern und Bürgern 1848–1875 (= Gesprächskreis Geschichte. Band 43). Friedrich-Ebert-Stiftung, Bonn 2001, ISBN 978-3-89892-024-7 (library.fes.de [abgerufen am 11. Februar 2021]).
- Im Netz der Liebe. Die protestantische Kirche und ihre Zuwanderer in der Metropole Berlin (1849–1914) (= Industrielle Welt. Band 70). Böhlau, Köln / Weimar / Wien 2006, ISBN 978-3-412-08706-7 (zugleich: Dissertation, Bielefeld 2004).
- mit Ute Frevert et al.: Gefühlswissen. Eine lexikalische Spurensuche in der Moderne. Campus, Frankfurt am Main 2011, ISBN 978-3-593-39389-6.
  - englische Übersetzung: Emotional Lexicons. Continuity and Change in the Vocabulary of Feeling 1700–2000. Oxford University Press, Oxford 2014, ISBN 978-0-19-965573-1.
  - chinesische Übersetzung: 情感学习. 百年来，经典文学如何引导感觉，学习情绪. Owl Publishing, Melbourne 2018, ISBN 978-986-262-346-6.
- mit Ute Frevert et al.: Learning How to Feel. Children's Literature and Emotional Socialization 1870–1970. Oxford University Press, Oxford 2014, ISBN 978-0-19-968499-1.
  - deutsche Übersetzung: Wie Kinder fühlen lernten. Kinderliteratur und Erziehungsratgeber 1870–1970. Juventa, Weinheim 2021, ISBN 978-3-7799-6279-3.
- Krebs fühlen. Die Emotionsgeschichte der Krebserkrankung im 20. Jahrhundert. Habilitationsschrift. FU Berlin 2017, doi:10.17617/2.2558364.
- Krebs fühlen. Eine Emotionsgeschichte des 20. Jahrhunderts. Klett-Cotta, Stuttgart 2020, ISBN 978-3-608-96459-2 (zugleich: gekürzte Fassung der Habilitationsschrift, FU Berlin 2017).

Als Herausgeberin
- mit Thomas Welskopp (Hrsg.): Die Bielefelder Sozialgeschichte. Klassische Texte zu einem geschichtswissenschaftlichen Programm und seinen Kontroversen. Transcript, Bielefeld 2010, ISBN 978-3-8376-1521-0.
- mit Michael Häusler (Hrsg.): Zwischen Tanzboden und Bordell. Lebensbilder Berliner Prostituierter aus dem Jahr 1869. Bebra, Berlin 2010, ISBN 978-3-937233-72-7.
- mit Alexa Geisthövel (Hrsg.): Auf der Suche nach einer anderen Medizin. Psychosomatik im 20. Jahrhundert. Suhrkamp, Berlin 2019, ISBN 978-3-518-29864-0.
- mit Benedikt Stuchtey (Hrsg.): In unsere Mitte genommen. Adoption im 20. Jahrhundert. Wallstein, Göttingen 2022, ISBN 978-3-8353-5199-8.
- mit Rob Boddice (Hrsg.): Feeling Dis-Ease in Modern History: Experiencing Medicine and Illness, Bloomsbury, London 2022, ISBN 978-1-350-22837-5.